# Zatoka Kadyksu
Zatoka Kadyksu (hiszp. Golfo de Cádiz, port. Golfo de Cádis) – zatoka Oceanu Atlantyckiego, która rozciąga się na zachód od Cieśniny Gibraltarskiej aż po Przylądek Świętego Wincentego (port. Cabo de São Vicente) w Portugalii. Hiszpańskie wybrzeże nad Zatoką Kadyksu nosi nazwę Wybrzeże Światła (hiszp. Costa de la Luz).
Główne porty morskie nad zatoką to Huelva i Kadyks.
Do Zatoki Kadyksu uchodzą następujące rzeki: Gwadiana, Odiel, Gwadalkiwir i Guadalete.